# 阿爾西翁 (堪薩斯州)
阿爾西翁（英語：Alcyone）是位於美國堪薩斯州謝里敦縣的一個鬼鎮。

## 歷史
阿爾西翁的郵政局於1879年設立，直到1898年結束營運。

## 地理
阿爾西翁所處的海拔為高於海平面809米（即2654英呎），而該地所採用的時區為UTC-6，即北美中部時區（CST）。同時該地設有夏令時間，為UTC-6調快一小時，即UTC-5（CDT）。